# Mount Dummett
Mount Dummett ist ein 1270 m hoher und länglicher Berg im ostantarktischen Mac-Robertson-Land. Er ragt 17,5 km östlich des Mount McCauley im südlichen Teil der Prince Charles Mountains auf.
Kartiert wurde er anhand von Luftaufnahmen, die 1956 bei einem Überflug im Rahmen der Australian National Antarctic Research Expeditions entstanden. Das Antarctic Names Committee of Australia (ANCA) benannte ihn nach Robert Bryan Dummett (1912–1977), Geschäftsführer der australischen Dependance des Energiekonzerns BP, in Anerkennung an die Unterstützung der australischen Expeditionsreihe durch das Unternehmen.